# Црква Вазнесења Господњег у Крупњу
Црква Вазнесења Господњег у Крупњу је подигнута у периоду од 1839. до 1842. године, припада Епархији шабачкој Српске православне цркве. Поред ње је 1932. године подигнута спомен-црква истог посвећења са криптом.

## Прошлост
По истеривању Турака из места 1834. године, указала се потреба за подизањем цркве у самом Крупњу, пошто је у њему постојала само џамија, док је црква у Добром Потоку опслуживала Крупањ и тамо се налазило православно гробље. Место за цркву поклонио је председник Примиритељног суда Мића Јевтић.

## Изглед цркве
Црква посвећена Вазнесењу Господњем је подигнута као једнобродна грађевина, са полукружном олтарском апсидом и четвртастим плитким избоченим певничким просторима на јужном и северном зиду. Озидана је комбинацијом ломњеног камена и сиге и није засвођена. Омалтерисана је и окречена споља и изнутра. На фасади нема никаквих украса, сем што се изнад западних врата у полукружном удубљењу налазила храмовна икона. Црква има пет прозора на којима се налазе решетке од кованог гвожђа и двоја улазних врата - са запада и севера. Кров је некада био висок, покривен шиндром - у новије време покривена је црепом.
У самом храму, часна трпеза је од тесаног камена, а иконостас је дрвена преграда на којем је неколико парчади дуборезне чипке, без икона. Храм је поплочан циглом, а у кружној мермерној плочи - амвону, налази се уклесана шестокрака звезда и година обнове 1855.
Уз јужну страну цркве налазе се ктиторски и свештенички гробови, а до ових мање гробље изгинулих 1914. године и 1941. године. На северној страни цркве налази се плоча на којој је забележено да је 1904. године ову цркву посетио краљ Петар Карађорђевић. На истој страни је и друга плоча на којој су имена изгинулих ратника 1912-1918. године.
Икона у цркви нема јер је 1953. године иконе преузео музеј у Шапцу. Од 25 икона преузетих из ове цркве данас се у Шапцу чувају само три, док о осталих двадесет и две нема трага. Сачуване су двери из 1826. године откупљене од Добропоточке цркве.